# Ioan Iosif (avocat)
Ioan Iosif (n. 1 septembrie 1887, Goagiu – d. 18 iulie 1969, Rupea) a fost un deputat în Marea Adunare Națională de la Alba Iulia, organismul legislativ reprezentativ al „tuturor românilor din Transilvania, Banat și Țara Ungurească”, cel care a adoptat hotărârea privind Unirea Transilvaniei cu România, la 1 decembrie 1918.:p. 138

## Biografie
Ioan Iosif s-a născut în comuna Goagiu, fostul județ Odorhei, la 1 septembrie 1887.:p. 152
În privința studiilor, a studiat politehnica la Budapesta, a urmat cursurile Universității din Laussane, Elveția, și-a luat doctoratul în Drept la Universitatea din Sorbona, Paris și a urmat și cursuri de economie la Universitatea din Londra. Înainte de Primul Război Mondial a profesat ca profesor.:p. 138
În timpul războiului a fost închis alături de soția sa în lagărul de la Sopron, Ungaria.:p. 138
După evenimentele post război, a practicat avocatura la Rupea, jud. Târnava Mare.:p. 153
A publicat și câteva lucrări în țară și în străinătate pe teme economice.:p. 138 O astfel de lucrare ar fi La stabilisation du change roumain, Paris, 1939.:p. 153.
A decedat la 18 iulie 1969, în Rupea.:p. 138

## Activitatea politică

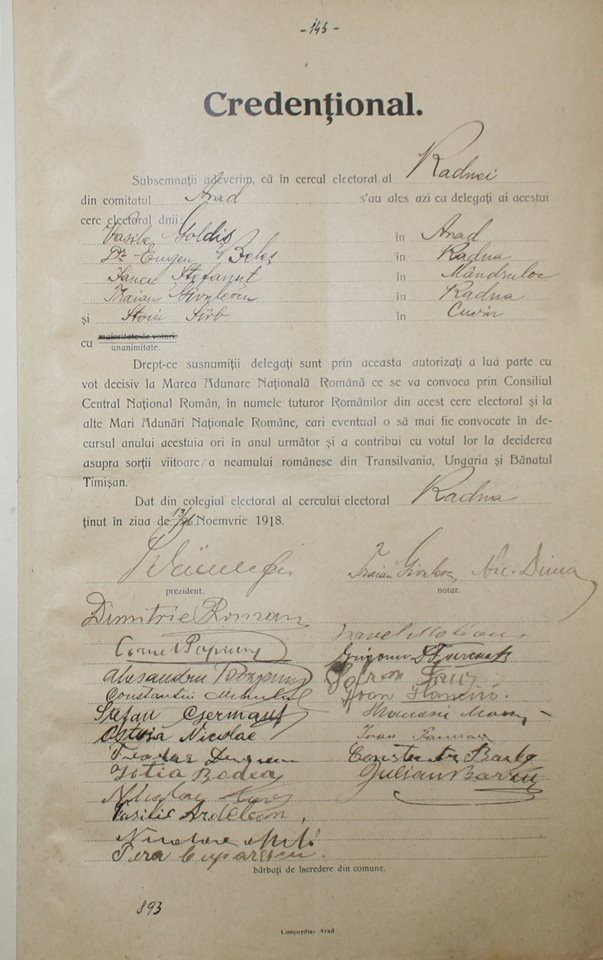
Credențional

La 1918 a fost ales președinte al C.N.R., participând la Marea Adunare Națională de la Alba Iulia ca delegat al cercului electoral Cohalm. A fost inițiatorul constituirii Gărzii Naționale în Cohalm și în împrejurimi.:p. 138:p. 153
După 1918 a fost ales în Marele Sfat Național al Transilvaniei. A fost și primpretor al plășii din Cohalm, apoi comisar economic în delegația română la Conferința de Pace de la Paris.:p. 138:p. 153
A fost ales și ca deputat în prima legislatură a României Mari, inspector în Ministetul Muncii și Sănătății.:p. 138:p. 153